# Млака (Радовлиця)
Млака  (словен. Mlaka) — поселення в общині Радовлиця, Горенський регіон, Словенія. Висота над рівнем моря: 543,8 м.